# Aristide Gonsallo
Aristide Gonsallo (ur. 4 września 1966 w Kotonu) – beniński duchowny katolicki, biskup Porto Novo od 2015.

## Życiorys
Święcenia kapłańskie otrzymał 27 grudnia 1992 i został inkardynowany do archidiecezji Parakou. Przez wiele lat pracował jako wykładowca niższego seminarium, jednocześnie studiując na uniwersytetach w Angers. W 2013 został proboszczem w Panapé.
24 października 2015 papież Franciszek mianował go ordynariuszem diecezji Porto Novo. Sakry udzielił mu 19 grudnia 2015 nuncjusz apostolski w Beninie - arcybiskup Brian Udaigwe.